# HD 127724
HD 127724，又名CP-59 5642，SAO 241811、HR 5432，是一颗恒星，视星等为6.4，位于銀經315.57，銀緯0.28，其B1900.0坐标为赤經14h 27m 49s，赤緯-59° 0.28′ 31″。